# Neverkinskij rajon
Il Neverkinskij rajon (in russo Неверкинский район?) è un rajon dell'Oblast' di Penza, nella Russia europea. Istituito nel 1928, il suo capoluogo è Neverkino.